# 小行星164
小行星164（164 Eva）是一颗围绕太阳公转的小行星。1876年7月12日，保羅·皮耶·亨利在巴黎描述了此天体。
这颗小行星的绝对星等为8.89等。小行星164以女性名字Eva命名，具体是指哪位人物以无法考证。

## 相关條目
- 小行星列表/10001-11000

## 外部連結
- Asteroid Lightcurve Database (LCDB) （页面存档备份，存于）, query form (info （页面存档备份，存于）)
- Dictionary of Minor Planet Names, Google books
- Discovery Circumstances: Numbered Minor Planets (10001)-(15000) （页面存档备份，存于） – Minor Planet Center
- 小行星164 at AstDyS-2, Asteroids—Dynamic Site
  - Ephemeris · Observation prediction · Orbital info · Proper elements · Observational info
- NASA JPL小天體瀏覽器上的小行星164

| 前一小行星： 小行星163 | 小行星列表 | 後一小行星： 小行星165 |